# Арну, Софи
Мадлен Софи Арну́ (фр. Madeleine-Sophie Arnould; 13 февраля 1740, Париж — 22 октября 1802, там же) — французская актриса и певица, считавшаяся лучшим сопрано своего времени; хозяйка литературного салона.

## Биография
В пятилетнем возрасте впервые выступила перед королевой и маркизой де Помпадур. Училась пению у Пьера де Желиотта и Мари Фель, актёрскому мастерству — у мадемуазель Клерон. В 1757 году дебютировала как оперная певица и выступала на сцене до 1778 г. Арну пользовалась значительным успехом как в операх французского репертуара (Люлли, Рамо, Монсиньи), так и в заглавной партии «Ифигении в Авлиде» Глюка (1774). Она также стала первой исполнительницей партии Эвридики в опере Глюка «Орфей и Эвридика».
По окончании сценической карьеры Арну осталась на авансцене парижской культурной жизни в роли хозяйки салона. Салон Софи Арну был открыт дважды в неделю, причём один из этих дней, четверг, был предназначен только для женщин. Остроумие и интеллект певицы сделали её салон излюбленным местом встречи виднейших французских интеллектуалов — Вольтера, Дидро, д'Аламбера, Лагарпа и в особенности Бомарше, с которым Арну находилась в приятельских отношениях. Арну принадлежит или приписывается ряд изящных афоризмов и bon mots.
Её сын от связи с герцогом Луи-Леоном де Бранка, Антуан-Констан, дослужился до звания полковника 11-го кирасирского полка и погиб в Эсслингском сражении.

## Образ в искусстве
Жизни Софи Арну посвящены написанные от её лица писателем Ламот-Лангоном мемуары-мистификация (фр. Mémoires de Mademoiselle Sophie Arnoult, recueillis et publiés par la Baron de Lamothe Langon; Париж, 1837), документальная книга Эдмона де Гонкура (фр. Sophie Arnould : d'après sa correspondance et ses mémoires inédits; Париж, 1893) и опера Габриэля Пьерне (1927).